# Compagnia del Canale di Suez
La Compagnia del Canale di Suez (in francese Compagnie universelle du canal maritime de Suez, in inglese Suez Canal Company o semplicemente Compagnia di Suez) è stata una società per azioni francese che si occupò di costruire il Canale di Suez tra il 1859 e il 1869.

## Storia
Creata da Ferdinand de Lesseps nel 1858, la Compagnia operò nel Canale fino alla sua nazionalizzazione.
I francesi possedevano la maggioranza delle azioni (circa il 51%), frazionata in un gran numero di quote private, mentre l'Egitto manteneva una sua significativa presenza.
Nel 1875 una gravissima crisi finanziaria in cui era precipitato il Paese nordafricano obbligò il Chedivè Isma'il Pascià a cedere le sue quote al governo britannico, che in tal modo mosse il suo primo significativo passo per l'occupazione militare, politica ed economica dell'Egitto, cui nell'immediato fu imposto di accettare ministri francesi e britannici nell'ambito del proprio governo.
Nel 1882 il Regno Unito prese di fatto possesso dell'Egitto e di conseguenza del Canale di Suez. La compagnia del canale vide quindi le restanti quote ex egiziane divenire britanniche (circa il 49%). La compagnia per 74 anni dal 1882 al 1956 fu quindi in gestione congiunta dei governi britannico e francese.
Nel 1956 il presidente egiziano Nasser annunciò la nazionalizzazione del Canale e in tal modo, recuperò appieno l'indipendenza dell'Egitto dall'Impero britannico. Francia e Gran Bretagna intervennero militarmente in difesa degli interessi della Società.  All'intervento anglo-francese s'aggiunse quello israeliano nella Penisola del Sinai. L'attacco anglo-franco-israeliano venne tuttavia fermato dal deciso intervento diplomatico sovietico-statunitense.
Nella Crisi di Suez la Compagnia del canale perse tutto a seguito del ritiro del contingente britannico e francese.
Nel 1997 la Compagnie de Suez si fuse con la Lyonnaise des Eaux per formare la Suez S.A., che nel 2008 si fuse con la Gaz de France per dar vita alla GDF Suez.

## Presidenti della Compagnia del Canale di Suez (1855-1956)
Prima della nazionalizzazione:
- Ferdinand de Lesseps (1855 – 7 dicembre 1894)
- Jules Guichard (17 dicembre 1892 – 17 luglio 1896) (facente funzione per conto di de Lesseps fino al 7 dicembre 1894)[3]
- Auguste-Louis-Albéric, principe d'Arenberg (3 agosto 1896 – 1913)
- Charles Jonnart (19 maggio 1913 – 1927)
- Louis de Vogüé (4 aprile 1927 – 1º marzo 1948)
- François Charles-Roux (4 aprile 1948 – 26 luglio 1956)